# Должки (Славутский район)
Должки (укр. Довжки) — село в Славутском районе Хмельницкой области Украины.
Население по переписи 2001 года составляло 952 человек. Почтовый индекс — 30022. Телефонный код — 3842. Занимает площадь 4,36 км². Код КОАТУУ — 6823982401.

## Местный совет
30022, Хмельницкая обл., Славутский р-н, с. Должки